# Бленвиль-сюр-л’О
Бленви́ль-сюр-л'О (фр. Blainville-sur-l'Eau) — коммуна во французском департаменте Мёрт и Мозель региона Лотарингия. Относится к  кантону Байон.	

## География
Бленвиль-сюр-л'О расположен в 23 км к юго-востоку от Нанси. Стоит на левом берегу реки Мёрт. Соседние коммуны: Мон-сюр-Мёрт и Реенвиллер на северо-востоке, Ксермамениль на юго-востоке, Шармуа на юго-западе, Дамлевьер на северо-западе.

## История
- Древний город-крепость на левом берегу Мёрта.
- Упоминается в 1157 году под названием Бюленвиль (Bulinville) как центральный город маркизата, зависимого от герцогов Лотарингии.

## Демография
Население коммуны на 2010 год составляло 4013 человек.
| 1962 | 1968 | 1975 | 1982 | 1990 | 1999 | 2010 |
| ---- | ---- | ---- | ---- | ---- | ---- | ---- |
| 4309 | 4836 | 4484 | 3895 | 3654 | 3789 | 4013 |

## Достопримечательности
- Руины XV века; городские ворота XVII века, восстановлены после Тридцатилетней войны.
- Церковь XVIII века

## Известные уроженцы
- Шарль-Луи Ришар (1711—1794) — французский доминиканский теолог и историк.[1]